# Tornister

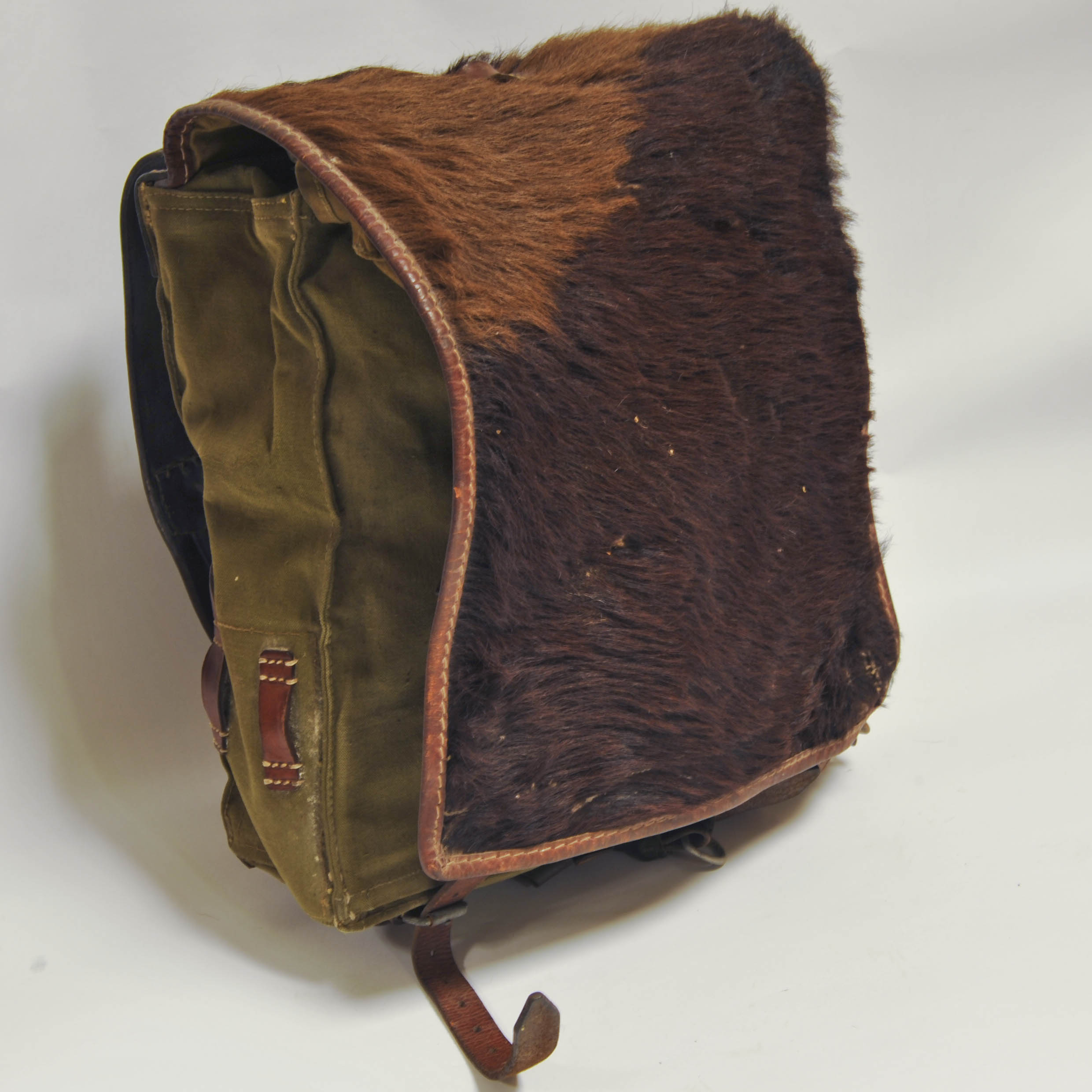
Tornister wojskowy M34, używany przez Wehrmacht w czasie II wojny światowej

Tornister – rodzaj usztywnionego plecaka, dawniej popularnie stosowanego w wojsku. Użytkowany również w charakterze cywilnym przez uczniów i studentów do przenoszenia książek.

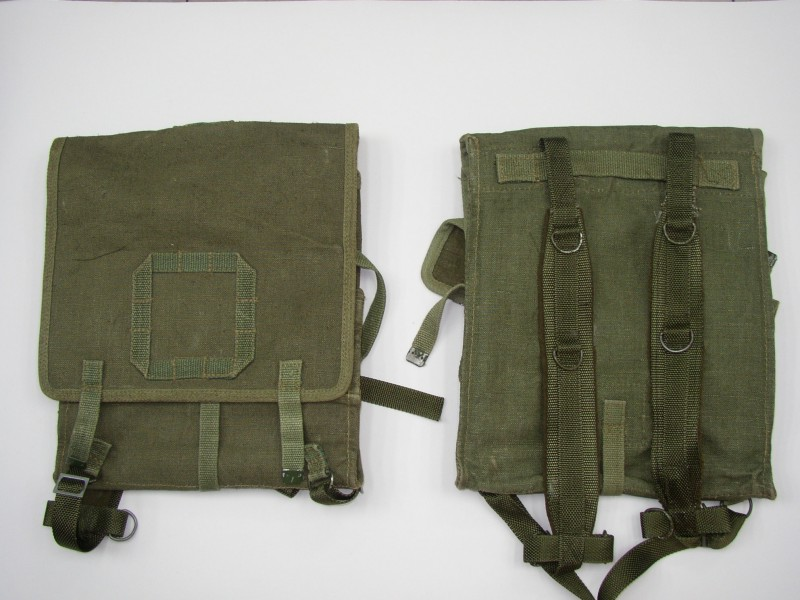
Polski tornister wojskowy typu kostka
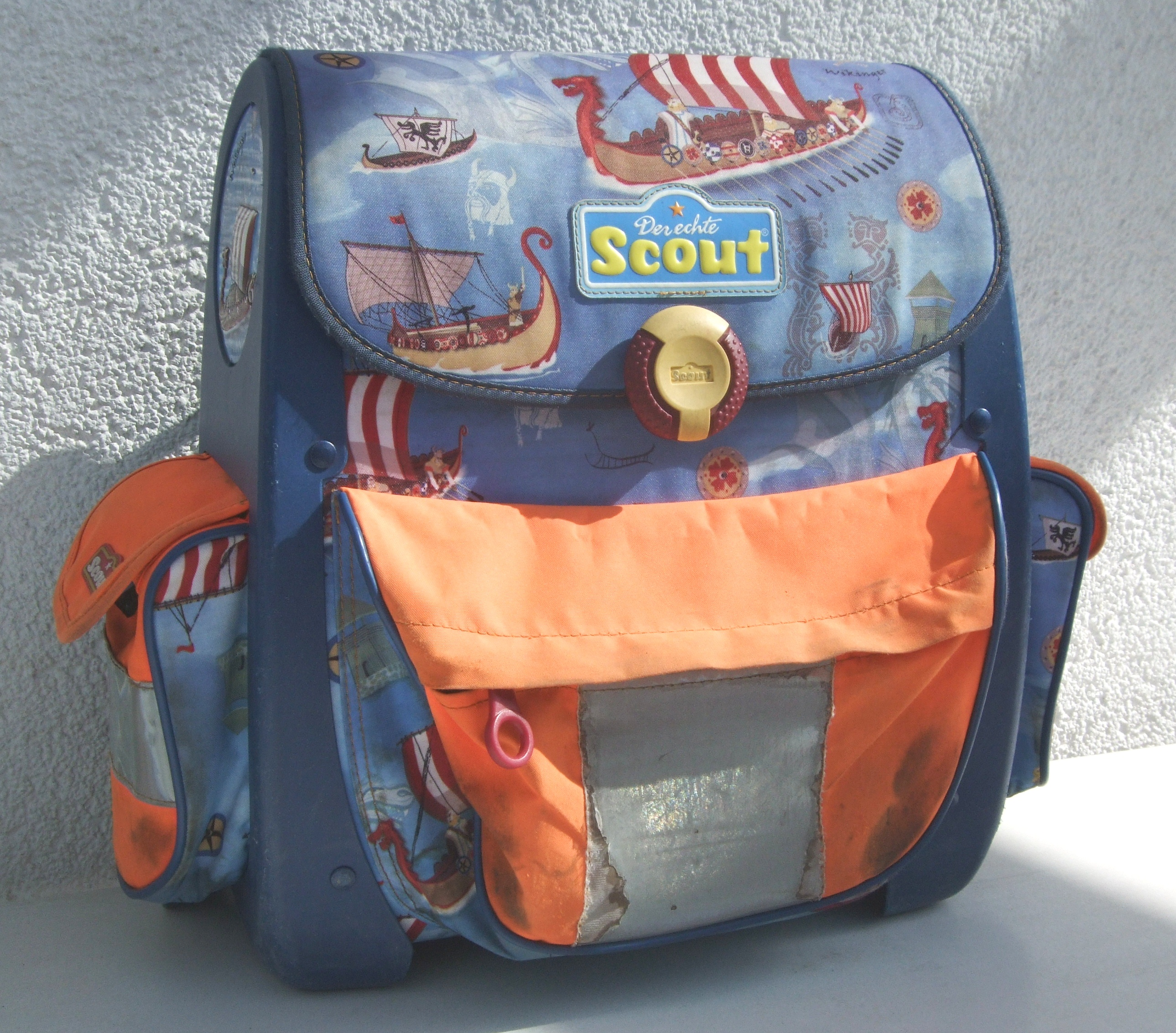
Współczesny tornister szkolny